# Phot Phahonyothin
Phot Phahonyothin (thaï : พจน์ พหลโยธิน), né le 29 mars 1887 à Bangkok, et mort le 14 février 1947 dans la même ville, est un général et homme d'État thaïlandais, membre du parti politique siamois Khana Ratsadon. Il est le second Premier ministre de Siam entre 1933 et 1938, succédant à Manopakon Nitithada.

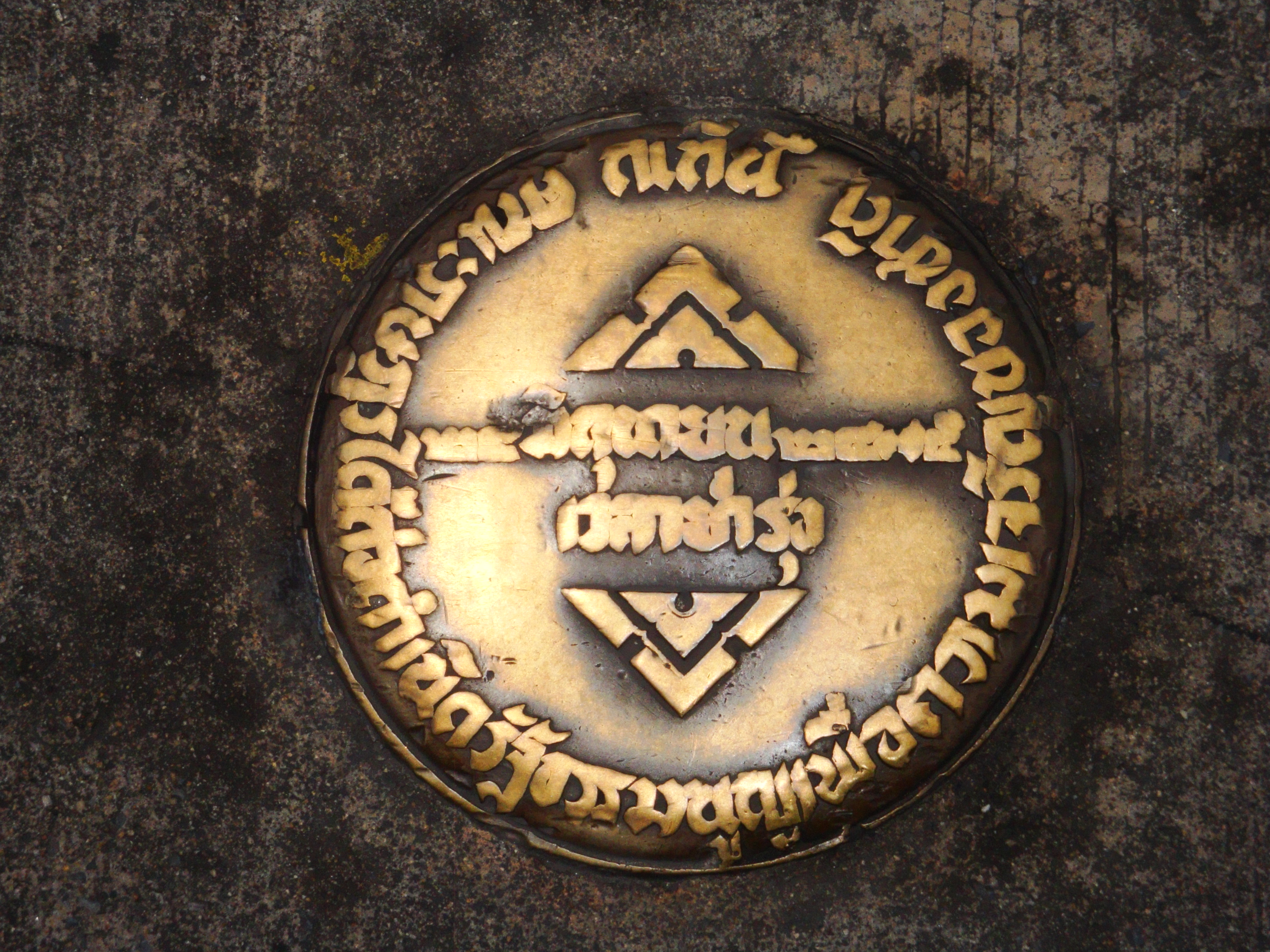
Plaque commémorative du Khana Ratsadon installée sur la place du palais de Dusit sur ordre de Phot Phahonyothin pour commémorer la révolution siamoise de 1932. Cette plaque a disparu le 14 avril 2017.

Il a occupé plusieurs fonctions ministérielles au sein de ses propres gouvernements, dont ministre de la Défense ou encore ministre des Affaires étrangères.